# Księży Las (Ujest)
Księży Las (deutsch Xionslas) ist ein zum Ort Olschowa gehöriger Weiler in Oberschlesien. Das Vorwerk Księży Las liegt in der Gemeinde Ujest im Powiat Strzelecki (Kreis Groß Strehlitz) in der polnischen Woiwodschaft Oppeln.

## Geografische Lage
Księży Las liegt zehn Kilometer nordwestlich vom Gemeindesitz Ujest, vier Kilometer südlich von der Kreisstadt Strzelce Opolskie und 34 Kilometer südöstlich von der Woiwodschaftshauptstadt Oppeln.
Nördlich von Księży Las befindet sich der Ischlturm. Dieser ist erreichbar durch eine Allee, die bis zum Schlosspark in Strzelce Opolskie (Groß Strehlitz) führt.

## Ortsname
In manchen Dokumenten aus dem 19. Jahrhundert findet sich die Schreibweise des Ortsnamens Ksionslas.

## Geschichte
In der Flur Ksiądzlas, in der sich heute der Ort befindet, kaufte laut Kaufbrief vom 5. Mai 1766 der Freigärtner Thomas Lippok aus Dollna eine Hube bzw. 30 Morgen Land. Reichsgraf Philipp von Colonna erwarb es nach ihm im Tausch. 1795 errichtete Graf Philipp von Colonna auf dem Gelände ein Vorwerk und nannte es nach dem alten Flurnamen Ksiądzlas Xionslas.
Nach der Volksabstimmung in Oberschlesien am 20. März 1921 verblieb Xionslas beim Deutschen Reich. In den 1930er Jahren wurde der Ort in Andreashof umbenannt. Bis 1945 gehörte der Ort zum Landkreis Groß Strehlitz.
1945 kam der bis dahin deutsche Ort unter polnische Verwaltung und wurde in Księży Las  umbenannt und der Woiwodschaft Schlesien angeschlossen. Nach 1945 wurde das Vorwerk als PGR genutzt. 1950 kam der Ort zur Woiwodschaft Oppeln. 1999 kam der Ort zum Powiat Strzelecki. Am 28. August 2006 wurde in der Gemeinde Ujest, der Księży Las angehört, Deutsch als zweite Amtssprache eingeführt.